# 임계영
임계영(任啓英, 1528년 ~ 1597년)은 조선 중기의 의병장으로 임진왜란이 일어나자 의병을 규합해 큰 공을 세웠다. 본관은 장흥, 자는 홍보(弘甫), 호는 삼도(三島)이다. 전라좌도 의병장으로 근왕의병을 이끌고 경상도 지역에서 왜적을 섬멸하였다.

## 생애
1576년 별시문과에 급제해 진보 현감을 지냈으며 임기 후에는 고향으로 내려갔다. 1592년 임진왜란이 일어나자 정사제, 김익복 등과 함께 1000여 명의 의병을 규합해 남원에서 최경회가 이끄는 의병과 합류하고 전라좌도의병장이 되었다.
장수, 거창, 합천, 성주, 개령 등지에서 일본군을 대파했고 제1차 진주성 전투에서도 장윤에게 의병 300명을 나누어 관군을 지원하게 했다. 고성과 거제 등지에서 일본군을 공격해 큰 전과를 거두었다.
화의가 성립된 후 양주 목사 등을 지냈으며 1597년 정유재란 때 다시 의병을 일으켰으나 갑작스럽게 객사했다.
사후 병조참판 겸 의금부동지사가 추증되었다.

## 전라좌도의병장 활동
공(公)이 진보 현감으로 나갔다가 임기가 끝나 고향에 내려가 있던 중, 1592년 임진왜란이 일어나 왕가(王駕)가 서방(西方)으로 파천하자 공이 통곡하며 말하기를 "나는 죽을 자리를 얻었노라"하고, 숙형(叔兄) 화동공(花洞公) 및 죽천(竹川) 박광전(朴光前)과 창의하여 중인(衆人)의 추대로 대장이 되어 장윤(張潤)으로 부장(副將)을 삼고 문위세(文緯世)로 양향관(粮餉官)을 삼고 정사제(鄭思悌)로 종사관(從事官)을 삼아서 범을 그려서 앞에 세운 깃발을 삼고 남원(南原)으로 향하여 행진하며 수천 병을 거두었다. 그리고 남원에서 최경회(崔慶會)가 이끄는 의병과 합류하였는데, 최공(崔公)은 전라우도(右道)에서 기병(起兵)하고 공은 좌도(左道)에서 기병하였으므로 좌우의병(左右義兵)이라 하였다.
왜적은 삼남 요충(三南要衝)을 공략하여 의병장 중봉(重峰) 조헌(趙憲)과 제봉(霽峰) 고경명(高敬命)이 모두 순국하니, 공은 분연하여 이르기를 "호남(湖南)이 지켜지지 않으면 곧 나라의 땅을 잃게 되고, 나라의 땅을 잃으면 곧 나라에 백성도 없게 된다"하고, 최공(崔公)과 더불어 병사를 연합하여 먼저 장수(長水)로 나아가 적을 무찌르니 적은 서로 이어 도망하였고, 이로부터는 적이 호남의 한치의 땅도 넘보지 못하였다. 영남은 충만한 적세(賊勢) 앞에 바람 앞의 등불이 되어 감사(監司) 김성일(金誠一)이 정랑(正郞) 박성(朴惺)에게 편지를 들려 보내 원병을 청했는데, 이에 공이 상소하여 답하기를 "신(臣)이 흰머리의 늙은 선비로서 구구히 거병한 것은 다만 호걸(豪傑)한 선비들로 하여금 의분(義奮)을 일으켜서 욕일(浴日)의 공을 세우게 하고자 함이요, 성패(成敗)와 사생(死生)에 이르러서는 신(臣)은 돌아볼 겨를도 없습니다"라고 하였다.
1592년 10월에 최공(崔公)에게는 개령(開寧)에 진(陣)을 치게 하고, 공은 성주(星州)로 나아가면서 적을 무찌르니 적의 시체가 들에 가득했다. 1593년 2월에 또 싸워서 적을 죽인 것이 2백여 명이요, 포로를 탈환한 것이 4백여명이었다. 그후에 3일만에 또 싸워서 적 2백여 명을 죽이니 적의 장수 모리휘원(毛利輝元)이 밤을 타서 도주하였다. 이어 거창, 합천, 성주, 개령 등지에서 왜적을 크게 격파하였다.
이 때 체찰사( 察使) 정철(鄭澈)이 격문을 내어 근왕병(勤王兵)을 서쪽으로 불러서 서울을 탈환코자 하였는데, 공도 명을 듣고 떠나려 하니 영호인사(嶺湖人士)들이 구름같이 모여들어 길을 막고 이르기를 "나를 살린 사람은 임공(任公)이다"라고 하면서 머물기를 청하고, 김성일(金誠一)도 계(啓)를 올려서 상주(上奏)하므로 공은 부득이 회군하였다.
바야흐로 적의 대장인 청정(淸正)이 진주성(晋州城)을 포위하자 먼저 부장 장윤(張潤)에게 정예(精銳) 3백을 거느려 관군(官軍)을 후원케 하고, 공도 적을 막을 3책(三策)으로 군량(軍糧) 병기(兵器) 전사(戰士)의 일을 소로 올린 뒤에 군대 및 군량 등을 준비하여 진주에 이르렀으나 이미 성이 함락되고 장윤도 전사한 뒤였으니, 공도 같이 순사하지 못했음을 한스럽게 생각하였다. 잔병(殘兵)들을 수습하여 봉사 최억남(奉事崔億男)으로 부장을 삼고, 요충지를 방어하면서 고성, 거제 등지에서 왜적을 공격하여 많은 전과를 올렸다.
10월에 어가(御駕)가 서울로 돌아와 전공을 논할 때 공에게 통정(通政)이 내려졌으나 상소(上疏)하여 사양하였고, 1594년 1월에 동궁(東宮)이 전주(全州)에 행차했을 때 박광전(朴光前)이 청하여 호남의병(湖南義兵)은 계속 두게 해서 공에게 익속시켰고, 공은 하동(河東)에 들어가 방어하면서 많은 적을 베었다. 그 뒤 4월에 조정에서 의병을 파하라는 명이 있어 공은 병사를 김덕령(金德齡)의 충용군(忠勇軍)에 귀속시켰다.
그후 화의가 성립된 후에는 양주, 정주, 해주, 순창 등지의 목사를 역임하였는데, 양주(楊洲)에는 덕정비(德政碑)가 있고 순창(淳昌)에는 빙옥비(氷玉碑)가 있었다.
왜적이 다시 침입한 정유재란 때는 공은 이미 70줄에 있고 또 병이 들어서 강개하여 시를 지어 이르기를 "젊어서는 태평일(太平日)을 병(病) 삼았는데, 노쇠하니 술마(戌馬)달린 때로구나. 창강(滄江)에 떠있는 백조야, 나는 너나 따라서 같이 할거나"라 하고 울분이 병이 되어 10월 27일 졸하였다.

### 전략전술에 대한 평가
호남의병장 고경명이 금산전투에서 순절한 10일 뒤인 7월 20일 전라도 보성 관아에서는 임계영을 의병장으로 한 전라좌의병이 결성되었다. 임계영은 진보현감을 지냈으며 임진왜란 당시 55세의 나이로 향리에 물러나 있었다. 그런데 고경명이 금산에서 패하였다는 소식을 듣고 통곡하기를 "나라 일이 이 지경에 이르렀으니 이제 내가 죽을 곳을 얻었도다" 하고 왕자사부 박광전, 진사 문위세, 능성현령 김익복과 함께 보성 관아에 모여 격문을 돌리고 의병을 모집하였다. 보성에서 조카 임제, 염세경, 김홍업, 선경릉, 김언립, 남응길을 시작으로 장흥에 이르러 임영개, 양간 그리고 흥양의 황윤기 등을 추가로 모집하고, 순천에서 전 만호 장윤을 부장으로 삼고 8월 9일 구례를 지나서 남원에 들어간다. 이 때 군사는 수 천 명에 이르렀다. 남원에서 임계영의 전라좌의병은 최경회의 전라우의병과 합세한다. 그리고 장수를 근거지로 하여 전라도를 위협하던 금산, 무주의 왜적과 대적한다.
경상도의 산간지방에서 근왕의병으로 그리고 호남평야로 진입하는 길목인 남원 장수 부근을 방어한 점에서 임계영 선생의 전략적 뛰어남을 볼 수 있다. 즉 왜적에 의해서 경상도 지방이 함락돼 평야지대인 호남으로 왜적이 닥치기 전에, 호남의 의병을 규합하여 산간지역인 경상도 지역에서 현지의 향보의병과 합류하여 왜적을 방어하는 작전을 편 것이다. 왜냐하면 산간지역에서 적을 막을 수 없다면 평야지역은 더욱 방어가 어렵기 때문이다. 이러한 작전으로 인하여 임진왜란 시에 호남 평야를 온전하게 보전하고, 군량을 전국에 보급하며, 왜적을 경상도 지역에서 섬멸할 수 있었다. 문헌에 기록된 내용만 보아도 임계영의 전라 좌의병은 성주 개령 전투에서 적병을 650구 수급하고 포로 400명을 구한 것이 확인되었다.
문관인 임계영 선생은 무장을 부장으로 삼아 전투를 맡기고 본인은 후방에서 전략과 보급에 치중한 것으로 보인다. 특히 임계영이 남긴 여러 격문들이 별도의 문집으로 남아있는데 격문을 발송하여 의병을 규합하고 군량을 조달하고 임금에게 부하들의 공을 천거하였다. 임계영 선생을 비롯하여 장흥 임씨 문중에서는 호성공신 3등에 오른 임발영(任發英) 선생과 삼군사(三君祠)에 모셔진 해남의 임광세(任光世) 그리고 임희성(任希聖) 선생 등이 임진왜란과 정유재란시에 의병 또는 관군으로 활약하였다.

## 격문

### 거의(擧義)할 때 여러 고을에 보낸 격문(檄文)
- 임진년 칠월 삼일에 좌의병대장 고경명이 금산에서 패하여 죽으니 보성의 전 현감 박광전, 임계영, 전 정자 정사제, 장흥의 진사 김여중, 문위세 등은 능성현령 김익복으로 더불어 삼가 재배하고 여러 고을의 모든 사우들에게 글을 보냅니다.-
아 ! 국가가 믿고서 걱정하지 않았던 것은 아래 삼도(三道:경상,충청,전라)가 건재해 있었기 때문이었는데 경상도, 충청도는 이미 무너져 적의 소굴이 되었고, 호남만이 겨우 한 모퉁이를 보전하여 군량조달과 군사의 징발이 모두 이 한 도만을 의지하고 있으니 국가가 부흥할 기틀이 실로 여기에 달려있다 하겠습니다. 그런데 이제 서울이 급박하다 하여 순찰사(巡察使)는 정병(精兵)을 거느리고 바닷길을 따라 올라갈 계획이고, 병사(兵使)는 수만의 병력을 거느리고 이미 금강을 넘었으며 양도의 의병장도 각기 근왕(勤王)을 위해 이미 본도를 떠났으므로 여러 고을의 장사들도 곧 나기로 결정되어 남은 군사가 얼마 안됩니다.
적이 들어오는 중요한 길목에 방비가 극히 허술하며 호서의 적이 이미 본도의 경계선을 범했으니 석권(席卷)의 형세는 곧 이루어진 터인데 이를 극복할 희망은 무엇을 믿겠습니까?
국가의 일이 이토록 위급하니 진실로 통곡할 일이며, 이야말로 의사(義士)가 분발할 때입니다.
곰곰이 행각 해보면 적이 성 아래 당도하여 장정들을 무찔러 죽이면 불쌍한 우리 백성들은 몸을 어디다 두며 집과 가족은 어는 곳에 둔단 말입니까? 영남에서 이미 이렇게 당한 것을 귀로 들었고 눈으로도 보았으니, 산중으로 들어가 숨거나 구차하게 목숨을 보전하려는 것은 헛된 수작으로 결국 죽고 말 것입니다. 이왕 죽으려면 어찌 나라를 위하여 죽지 않으렵니까? 하물며 만에 하나라도 살아나는 것도 이 기회요, 치욕을 설분하고 나라를 부흥시키는 것도 이때라고 봅니다.
무릇 우리 도내에는 반드시 누락된 장정과 흩어져 도망친 군사가 있을 것이니, 만약 식견이 있는 선비들이 함께 불러들여 권면하고 격려해서 협력하여 일어나서 스스로 한 군단을 편성하고 적이 향하는 곳을 감시하여 요충지대를 굳게 지킨다면 위로는 관군의 성원이 될 것이요 아래로는 한 지방의 생명을 안보할 수 있을 것입니다. 오늘 우리는 노력하고 꾀를 써서 영남 사람들처럼 해서는 안되겠습니다. 영남 사람들이 맨 처음 적을 만났을 때에 한마음으로 단결하여 적을 막아낼 생각을 하지 않고 머리를 붙들고 도망치는 것으로 일을 삼았으니 이는 비록 허둥지둥 급박하여 어찌 할 바를 몰랐던 소치이기는 하지만 오늘날 생각하면 반드시 후회가 될 것입니다. 뒤에 적세가 팽창하여 집이 불에 타고 처자들이 능욕을 당하자 그제야 의사(義士)가 분기하여 적의 다수를 참획(斬獲)했는데 비록 조금은 마음에 상쾌한 일이라고 하겠으나 역시 때는 이미 늦었습니다.
엎드려 바라옵건대 제군(諸君)들은 다 이와 같은 일을 징계 삼아 게을리 노는 사람들을 달래고 앞장서서 떨쳐 일어서 후일에 뒤지지 않도록 하십시오.
우리들은 본래 무예(武藝)도 없고 병법(兵法)도 알지 못하여 적을 제압하여 물리치는데 있어서는 생소하다 하겠으나 구구하게 앞장서서 창의한 것은, 한편으로는 의사의 뜻을 격려하고 한편으로는 용사의 사기를 분발시키자는 것이니 인간의 양심이 사라지지 않는 이상은 반드시 흥기하는 바가 있으리라 믿습니다. 이 격문이 도착하는 날에 곧 뜻있는 사람들과 함께 온 고을을 효유하여 군인들을 기록해 가지고 이 달 이십 일에 보성 관문(官門)으로 나와 모이도록 하시오,
한번 기회를 놓치면  후회한들 무슨 소용이 있겠습니까? 임금이 욕을 당해도 구원할 줄 모르면 어찌 사람이라 하겠습니까? 모두 시종을 생각하여 창의할 것을 여러분은 도모하시오.

### 본도의 모든 의병들에게  보낸 격문(檄文)
의거로 군사를 일으킴은 오로지 국가를 위하여 적을 토벌하려 함입니다.
흉측하고 추한 놈들이 침범한지 지금 벌써 달을 넘겼는데도 관군이 누차 붕괴되어 적을 소탕할 기약이 없습니다. 칠도의 백성은 이미 어육이 되었고, 호남 일 도만이 겨우 보전되어 있으니 지금 만약 기회를 잃으면 어떻게 회복의 공을 성취하여 남아있는 백성을 구하겠습니까? 이때가 바로  의기 분발한 선비가 몸을 잊고 나라에 보답할 때입니다.
우리들은 용성(龍城)으로부터 거창에 와서 주둔하여 지금 영남의 제현(諸賢)들과 협력하여 개령, 성주 등지의 적을 치려하나 흉한 칼날을 치기가 어려워서 백 각지로 생각하여도 상책(上策)을 얻지 못했으며, 공사(公私)가 모두 군색하여 그대로 앉아서 응원병 만을 기다리고 있는데 아직까지는 선성(先聲)치는 장수가 이곳에 온단 소식을 듣지 못하였으니 반드시 까닭이야 있겠지만 또한 그리 더딘지 유감스럽지 않을 수 없습니다.
개령의 험한 곳이 지켜지지 못하면 운봉(雲峰)을 지키기 어렵고, 운봉을 한번 잃어버리면 다시는 군사를 쓸 땅이 없어져 흉한 오랑캐로 하여금 마구 쳐들어오게 하리니 그렇게 된 후에는 제군(諸君)이 아무리 성의를 다하고 힘을 다하여 가득찬 적을 막으려한들 피곤한 군사를 거느리고 강한 적을 항거하기가 어렵지 않겠습니까?
엎드려 바라건대, 제군은 각기 정예한 군사를 통솔하고 시기에 맞춰 와서 응원하여 보거(輔車)처럼 서로 의지하여 고기비늘처럼 잇달아 나온다면 위험이 미치는 곳에 적이 반드시 간담이 꺾어질 것이니, 합세하여 일제히 친다면  어느 견고한 것인들 꺾지 못하겠습니까?
비린내와 누런 내를 깨끗이 소탕하여 멀리 개령의 지경까지 막으면 호남은 저절로 완고해져서 국가를 중흥(重興)할 수 있을 것입니다. 사기(事機)가 이와 같으니 어찌 소홀히 여겨서야 되겠습니까?
다시 바라건대 제군은 힘써 좋은 계책을 세워 후회가 없게 하기 바랍니다.
임기응변(臨機應變)은 병가(兵家)에서 귀히 여기는 바이며 급한 데로 달려가 형세를 타는 것은 지사(志士)가 승상 하는 바입니다. 만약 머뭇거리고 핑계하여 늦어서 기회를 놓친다면 모든 벗들에게 실망을 줄 뿐만 아니라 반드시 조정의 법이 있을 것이니 어찌 두렵지 않겠습니까?

## 저서
의병장 임계영과 관련해서는 삼도실기가 편찬되어 고려대학교 도서관에 수장되어있다.
1. ↑  “임계영(任啓英) - 한국민족문화대백과사전”. 2021년 6월 5일에 확인함.
2. ↑  조원래 (2011/06). “임란 초기 전라좌의병과 임계영의 의병활동 :전라도 근왕의병의 활동 사례”. 2021년 6월 5일에 확인함.
3. ↑  “삼도실기(三島實紀) - 한국민족문화대백과사전”. 2021년 6월 5일에 확인함.